# In-A-Gadda-Da-Vida (singolo)
In-A-Gadda-Da-Vida è un singolo degli Iron Butterfly apparso nell'album omonimo del 1968. La canzone, il cui titolo deriva dalla storpiatura della frase "In the Garden of Eden", dura oltre diciassette minuti nell'album; nel singolo è stata ridotta a meno di tre minuti. Il brano è stato eletto la ventiquattresima più grande canzone dell'hard rock da VH1.

## Struttura
Il testo è molto semplice e viene cantato solo all'inizio e alla fine.
Il brano è noto per il suo memorabile riff che inizialmente accompagna il cantato, ripetuto per quasi tutta la durata del brano. Viene anche utilizzato come base per gli assoli di organo e di chitarra che poi si dissolvono per dare spazio a un assolo di batteria dalle atmosfere tribali, uno dei primi ad essere registrati nell'ambito della musica rock. Ascoltando con attenzione è percepibile un effetto di evanescenza che colora ciclicamente l'intera parte musicale dell'assolo; si tratta di uno dei primi utilizzi dell'effetto flanger, comparso nello stesso anno anche sugli stacchi di batteria del singolo "Prendi prendi" di Claude François. Segue quindi un assolo polifonico di organo con evidenti richiami alla musica corale e alla fuga, note a Doug Ingle in quanto suo padre era organista. Infine ci sono degli interludi in tempo tagliato e una ripresa con la parte cantata. Le parti chitarristiche furono eseguite da Erik Brann con la seguente strumentazione: chitarra Mosrite Mark 4 di colore sunburst, collegata con un pedale Fuzz-Rite della stessa marca e ben tre amplificatori Vox Super Beatle.

## Formazione
- Doug Ingle - organo, voce
- Erik Brann - chitarra
- Lee Dorman - basso
- Ron Bushy - batteria

## Nella cultura di massa
- Nell'episodio de I Simpson Bart si vende l'anima, Bart Simpson all'ingresso della chiesa consegna fogli su cui, invece del canto normale, è scritto il testo della canzone In-A-Gadda-Da-Vida degli Iron Butterfly, che per assonanza significa appunto "In the Garden of Eden".
- Nell' episodio 1x08 salse volanti de "Quell'uragano di papà" (Home improvement) viene utilizzata come sottofondo dal protagonista Tim Taylor (Tim Allen) per dare una lezione ai propri figli maggiori poiché infastidivano il terzogenito Mark con i loro scherzi.
- Nel film Resident Evil: Extinction viene presentato il convoglio dei sopravvissuti all'infezione ed in sottofondo c'è proprio In-A-Gadda-Da-Vida.
- Nel film Nightmare VI: La fine, quando Freddy entra nel sogno del ragazzo che si era strafatto di cannabis, in sottofondo c'è In-A-Gadda-Da-Vida.
- Nel film Manhunter - Frammenti di un omicidio, tratto dal libro Red Dragon di Thomas Harris, in cui compare per la prima volta il personaggio di Hannibal Lecter (nel film chiamato Lecktor), durante le scene finali nella casa dell'assassino Francis Dolarhyde, dall'impianto stereo si diffonde ad alto volume proprio In-A-Gadda-Da-Vida.
- Nella sesta puntata della prima serie di Supernatural in sottofondo c'è In-A-Gadda-Da-Vida.
- Nella prima puntata della terza serie di American Horror Story (Coven) in sottofondo c'è In-A-Gadda-Da-Vida.
- Un passaggio di In-A-Gadda-Da-Vida costituiva la sigla del programma musicale radiofonico Rai Supersonic.
- Nella terza puntata della terza serie di The Last Ship in sottofondo c'è In-A-Gadda-Da-Vida.
- Nello spot TV RAI degli anni '70 dello spumante President Reserve Riccadonna (pay off La legge del più forte, con Yul Brynner che nel finale usa una bottiglia a mo' di mitra), la colonna sonora è il celebre riff.
- Nell'episodio 3x23 Piccolo arrogante di Dr. House - Medical Division mentre al giovane paziente vengono somministrati degli allucinogeni in sottofondo c'è In-A-Gadda-Da-Vida.
- Nell'episodio 1x16 di Criminal Minds nella scena iniziale dell’omidicidio in sottofondo c'è In-a-gadda-da-vida.
- L'episodio 6x02 di Futurama si intitola In-A-Gadda-Da-Leela, con chiaro riferimento al brano.